# Gammalnya synagogan i Prag
Gammalnya synagogan (tjeckiska: Staronová synagoga; tyska: Altneuschule, Altneusynagoge), belägen norr om Gamla Staden (Staré Město), i Josefov, Prag, är i dag den äldsta synagogan i Europa, byggd omkring år 1270. Detta är synagogan där Rabbi Jehuda Löw ben Bezalel (1520-1609) verkade. Rabbi Loew är känd bland annat som skaparen av Golem.
Intill synagogan ligger judiska rådhuset med både hebreiska och romerska siffror i uret. I närheten finns också den gamla judiska begravningsplatsen.